# Johanniterkommende Hoven
Hoven war Standort einer Kommende des Johanniterordens im Kirchspiel Bordum, das nach der Antoniflut 1511 ausgedeicht wurde und im Jadebusen unterging. Heute befindet sich der Banter Seedeich in Wilhelmshaven vor Bordum.

## Geschichte

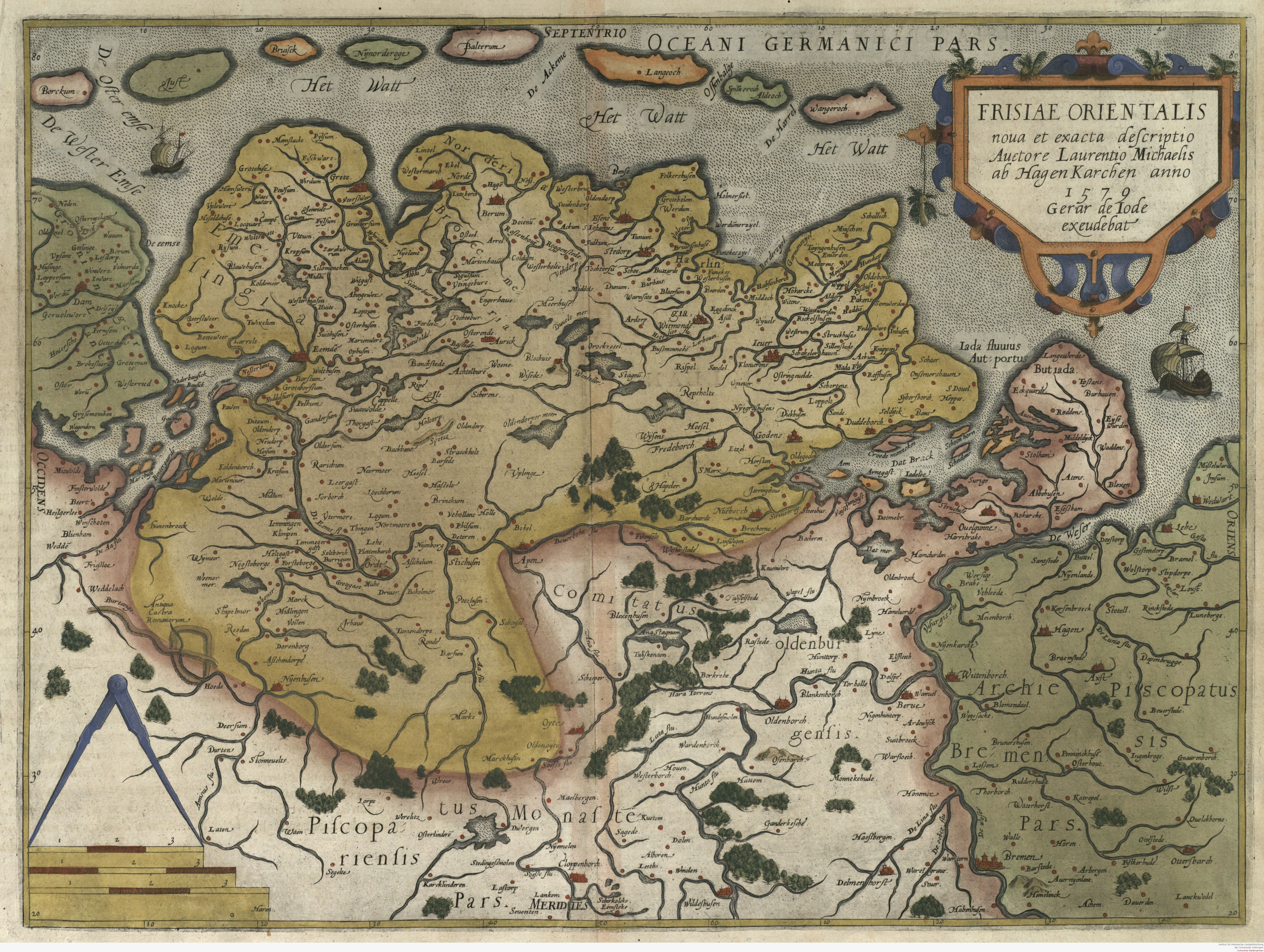
Teile der Ländereien der Kommende werden im Jadebusen als Croede monneken bezeichnet.

Die Johanniter-Doppelkommende in Hoven (auch thon Hoven, Havermonniken, Hovermonniken) lag im untergegangenen Kirchspiel Bordum. Die erste urkundliche Erwähnung ist 1319 im Groninger Vergleich zwischen den friesischen Johanniterhäuser und der Ballei Westfalen. Die Gründung des Ordenshauses war wahrscheinlich schon im 13. Jahrhundert.  Der Grundbesitz von Hoven war groß, er verteilte sich auf Arngast und Dangast. In Arngast handelte es sich möglicherweise um Streubesitz, für Dangast ist jedoch ein Steinhaus überliefert. Es war der Stammsitz der rüstringer Häuptlingsfamilie der Wiemekinge. Beide Gebiete wurden womöglich von Sibet Lubben, dem Enkel und Erben von Edo Wiemkens dem Orden übergeben. Dies könnte mit der Übergabe der Herrschaft an die Grafen von Oldenburg zusammenhängen, die 1428 das Gericht „to Arnegast an wente uppe dat bracke to Gudensen“ übernahmen. Einige weitere Ländereien der Kommende befanden sich südlich der Banter Kirche, sie wurden „moniken Groden“ genannt und sind auf der Oldenburger Grafschaftskarte des Laurentius Michaelis aus dem Jahr 1584 zu sehen.
Am Ende des 15. Jahrhunderts zahlte die Kommende jährlich drei Gulden an die Johanniterkommende Steinfurt. Im Jahr 1496  wurde der Kommende ein Besuch vom Großmeister des Johanniterordens erstattet. Im Visitationsbericht taucht Hoven als kirchlich zur Diözese Bremen gehörend auf. Außerdem wurde angegeben, dass es in weltlichen Angelegenheiten den Grafen von Ostfriesland unterstand. Diese Aussage war vermutlich eine beabsichtigte Irreführung, um den Einfluss der Grafen von Oldenburg zu verringern. Infolge der Antoniflut 1511 wurde die Kommende Hoven aufgegeben. Der letzte Komtur nahm den Kirchenschatz in das Haus der Johanniter in Dangast mit.